# John Updike
John Hoyer Updike (Reading, Pennsylvania, 18. ožujka 1932. – Danvers, Massachusetts, 27. siječnja 2009.), američki pisac, dvostruki dobitnik Pulitzerove nagrade za književno djelo i Nacionalne knjiške nagrade (National Book Award), zapažen po finim, realističnim prikazima života američke srednje klase.

## Život i djelo
Odrastao je u gradiću Shillingtonu u saveznoj državi Pennsylvaniji, a diplomirao 1954. na američkom Sveučilištu Harvard. Već iduće godine počinje pisati priče, poeziju, oglede i uvodnike za tjedni časopis New Yorker, s kojim će trajno surađivati. Zbirku pjesama The Carpentered Hen and Other Tame Creatures, svoju prvu knjigu, objavljuje 1958. Iste godine mu izlazi prvi roman, The Poorhouse Fair.
Zaokuplja ga svakodnevnica u protestantskim gradićima američkog sjeveroistoka, te nazori i život tamošnje srednje klase. Tipičan predstavnik je Harry Angstrom (Zec), protagonist tetralogije koju čine glasoviti romani Bježi, Zeče, bježi (Rabbit, Run, 1960), Povratak Zeca (Rabbit Redux, 1971), Zec je bogat (Rabbit Is Rich, 1981) i Zec se odmara (Rabbit at Rest, 1990).
Bježi, Zeče, bježi se smatra jednim od njegovih najboljih romana; prikazuje nemogućost Angstroma, srednjoškolske sportske zvijezde, da ponovi ranije uspjehe. Za romane Zec je bogat i Zec se odmara osvaja Pulitzerove nagrade za književno djelo. Romanom Parovi (Couples, 1968) potvrđuje se kao kroničar bračnih odnosa i preljuba. Radnja prati zbivanja u životima 10 promiskuitetnih parova u fiktivnom gradiću Tarboxu u Massachusettsu. Tarbox podsjeća na gradić Ipswich, u kojem je Updike tada živio s prvom suprugom.
Protagonist crnohumornog romana Državni udar (The Coup, 1978) je svrgnuti diktator izmišljene islamske države u supsaharskoj Africi, koji o svom životu i vladavini pripovijeda iz egzila u Francuskoj. U tom se romanu Updike odmiče od uobičajene perspektive, vezane uz novoengleske provincijske gradiće. Tijekom 1980-ih zapažen mu je roman Vještice iz Eastwicka (The Witches of Eastwick, 1984), po kojem je 1987. snimljen film s Jackom Nicholsonom, Cher, Susan Sarandon i Michele Pfeiffer u glavnim ulogama. Na temu se vraća 2008, kada u romanu Udovice iz Eastwicka (The Widows of Eastwick) prati glavne junakinje u starijoj dobi.
U zbirkama priča o Henryju Bechu na humorističan način prikazuje nevolje glavnog lika, židovskog pisca i antijunaka. U drugoj polovici 1980-ih u romanima Rogerova verzija i S. referira na ranog američkog autora Nathaniela Hawthornea i njegov roman Skrletno slovo (Scarlet Letter, 1850). 
U romanu Terorist (Terrorist, 2006) istražuje nazore i motivaciju islamskih fundamentalista i društvene promjene u SAD-u nakon terorističkog napada 2001. Autor je niza književnih i umjetničkih kritika, i golemog opusa. Za života je objavio 60 knjiga. Smatra se jednim od najistaknutijih američkih pisaca u drugoj polovici 20. stoljeća.

## Djela (nepotpun popis)
- The Carpentered Hen and Other Tame Creatures (1958), zbirka pjesama
- The Poorhouse Fair (1958), roman
- Bježi, Zeče, bježi (Rabbit, Run, 1960), roman
- The Centaur (1963), roman
- Of the Farm (1965), roman
- Parovi (Couples, 1968), roman
- Bech: A Book (1970), zbirka priča
- Povratak Zeca (Rabbit Redux, 1971), roman
- Udaj se za mene (Marry me, 1976), roman, prijevod na hrvatski Miroslav Kirin (2006)
- Zec je bogat (Rabbit Is Rich, 1981), roman
- Bech is Back (1982), zbirka priča
- Vještice iz Eastwicka (The Witches of Eastwick, 1984), roman
- Zec se odmara (Rabbit at Rest, 1990), roman
- Memories of the Ford Administration: A Novel (1992), roman
- In the Beauty of the Lilies (1996), roman
- Bech at Bay (1998), zbirka priča
- Gertruda i Klaudije (Gertrude and Claudius, 2000.), roman
- Rabbit Remembered (2001), roman
- Terorist (Terrorist, 2006), roman
- Udovice iz Eastwicka (The Widows of Eastwick, 2008), roman